# Narząd szyszynkowy płazów
Narząd szyszynkowy płazów – występujący u przedstawicieli gromady płazów narząd będący homologiem szyszynki i oka ciemieniowego.
Narząd szyszynkowy występuje u niektórych dorosłych płazów bezogonowych i ogoniastych, a także u larw.